# Ali El-Maak
Ali El-Maak (13 februari 1937 - Verenigde Staten, oktober 1992) was een Soedanees schrijver en hoogleraar uit de regio van Omdurman. Hij was een pionier in Soedan in het schrijven van korte verhalen. Van 1985-1986 was hij voorzitter van de Soedanese Schrijversunie.
- Library of Congress Control Number: n88251365
- Nationale Bibliotheek van Israël: 987007519261505171
- Virtual International Authority File: 58183229